# Чарльз, Макс
Макс Чарльз (англ. Max Charles; род. 18 августа 2003, Дейтон, Огайо, США) — американский актёр. Известен по роли юного Питера Паркера в фильме «Новый Человек-паук» и в телесериале «Соседи» в роли Макса Уивера. Также известен по роли Зака Гудвэзера (со 2 сезона) в сериале «Штамм».
Озвучивал Шермана в мультфильме «Приключения мистера Пибоди и Шермана». Озвучивает Харви в мультсериале «Харви Бикс» и Кайона в мультсериале «Хранитель Лев».

## Фильмография
| Год                | Название                               | Роль              | Примечания                                 |
| ------------------ | -------------------------------------- | ----------------- | ------------------------------------------ |
| 2010               | Настоящая кровь                        | Охотник           | эпизод «Everything Is Broken»              |
| 2010               | Воспитывая Хоуп                        | студент           | эпизод «Blue Dots»                         |
| 2010               | Ноябрьское Рождество                   | Гордон Маркс      | телефильм                                  |
| 2011               | Моя жизнь как эксперимент              | Купер             | телефильм                                  |
| 2011               | Сообщество                             | молодой Пьерс     | эпизод «Celebrity Pharmacology 212»        |
| 2011               | Королевы покера                        | Маркус            | Эпизод «Elka’s Snowbird»                   |
| 2011               | Мистическая пятёрка                    | Джозеф            | direct-to-video                            |
| 2012               | Джесси                                 | Эксель            | Эпизод «Всемирная паутина лжи»             |
| 2012               | Три балбеса                            | Пицер             | Кроме Макса, тут снялись ещё три его брата |
| 2012               | Не святой                              | Дилан             |                                            |
| 2012               | Измена                                 | Оливер Марч       |                                            |
| 2012               | White Space                            | Джовен Оуен       |                                            |
| 2012               | Scent of the Missing                   | Чарли Джонсон     |                                            |
| 2012               | Новый Человек-паук                     | Юный Питер Паркер | 1 эпизод                                   |
| 2012-2014          | Соседи                                 | Макс Уивер        |                                            |
| 2013               | Призраки дома Хэтэвэй                  | Тедди Монро       |                                            |
| 2014               | Приключения мистера Пибоди и Шермана   | Шерман            | озвучка                                    |
| 2014               | Новый Человек-паук. Высокое напряжение | Юный Питер Паркер |                                            |
| 2015 — наст. время | Харви Бикс                             | Харви Бикс        | озвучка                                    |
| 2015—2017          | Штамм                                  | Зак Гудвезер      | со 2 сезона                                |
| 2016 — наст. время | Хранитель Лев                          | Кайон             | озвучка                                    |
| 2016               | Angry Birds в кино                     | Бобби             | озвучка                                    |

## Награды
Обладатель премии «Молодой актёр» в 2013 году за роль в сериале «Соседи».